# Альбанське озеро

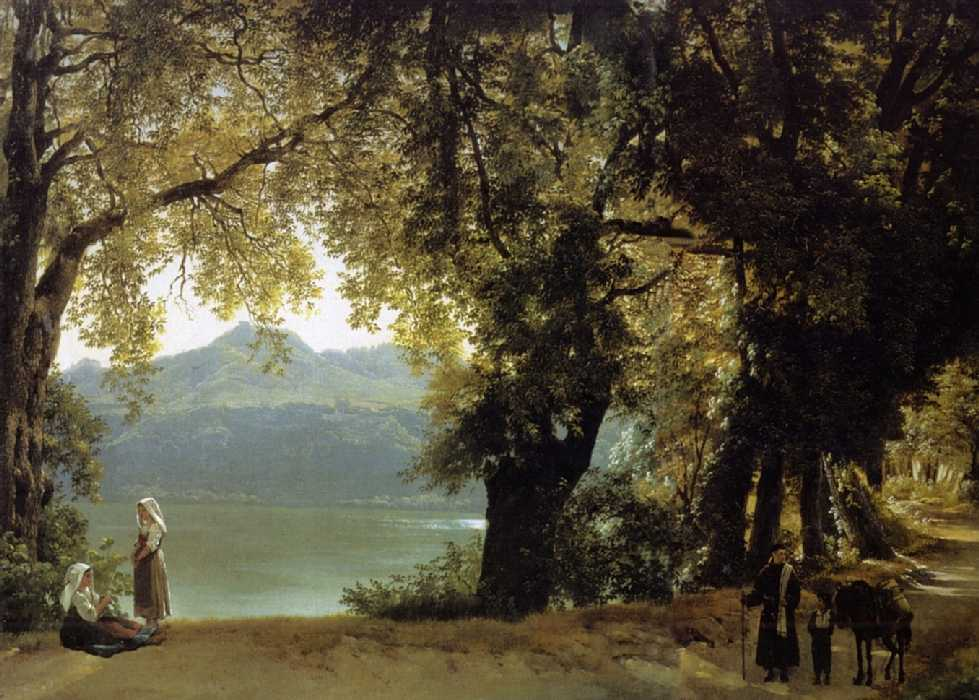
Сильвестр Щедрін. «Лаго Альбано», до 1825 року

Альбанське озеро (італ. Lago Albano, лат. Albanus lacus) — озеро в Альбанських горах в італійському регіоні Лаціо, на південний схід від Рима.
Озеро утворилося в кальдері згаслого вулкана. Площа озера становить 6 км², глибина — до 170 метрів. Рівень води в озері регулюється античним стічним тунелем, закладеним в 398 році до н. е. Альбанське озеро і сусіднє озеро Немі розділяє гора Монте-Каво.
У 1960 році під час літніх Олімпійських ігор у Римі на озері проходили змагання з веслування на байдарках і каное та академічного веслування.
З середини 1990-х років рівень води в озері значно знизився через збільшення споживання води розташованими на озері поселеннями і папськими садами. На озері розташована літня резиденція Папи Римського — Кастель-Гандольфо, а також місто Альбано-Лаціале.